# Club Atlético River Plate 1969
Questa voce raccoglie le informazioni riguardanti il Club Atlético River Plate nelle competizioni ufficiali della stagione 1969.

## Stagione
La squadra di Labruna si rende protagonista di due ottimi tornei: nel Metropolitano si classifica al secondo posto nel gruppo B, e affronta il Boca Juniors in semifinale: il River vince questo Superclásico in virtù del maggior numero di reti segnate in campionato, ma perde la finale con il Chacarita Juniors per 4-1. Nel Nacional si classifica nuovamente al secondo posto (battendo il San Lorenzo nello spareggio).

## Maglie e sponsor
| Casa | Trasferta | Terza Divisa |

## Rosa
| N. |                      | Ruolo | Calciatore                |
| -- | -------------------- | ----- | ------------------------- |
|    | Argentina (bandiera) | P     | Carlos Barisio            |
|    | Argentina (bandiera) | P     | Hugo Carballo             |
|    | Argentina (bandiera) | P     | Alfredo Gironacci         |
|    | Argentina (bandiera) | P     | José Alberto Pérez        |
|    | Argentina (bandiera) | D     | Jorge Dominichi           |
|    | Argentina (bandiera) | D     | Roberto Ferreiro          |
|    | Argentina (bandiera) | D     | Juan Carlos Guzmán        |
|    | Argentina (bandiera) | D     | César Laraignée           |
|    | Argentina (bandiera) | D     | Miguel Ángel López Elhall |
|    | Argentina (bandiera) | D     | Roberto Morcillo          |
|    | Argentina (bandiera) | D     | Rubén Paira               |
|    | Argentina (bandiera) | D     | Ricardo Pellerano         |
|    | Argentina (bandiera) | D     | Jorge Recio               |
|    | Argentina (bandiera) | D     | Carlos Manuel Rodríguez   |
|    | Argentina (bandiera) | D     | Francisco Pedro Manuel Sá |
|    | Argentina (bandiera) | D     | Abel Vieytez              |

| N. |                      | Ruolo | Calciatore                 |
| -- | -------------------- | ----- | -------------------------- |
|    | Argentina (bandiera) | C     | Eduardo Dreyer             |
|    | Argentina (bandiera) | C     | Enrique Santiago Fernández |
|    | Argentina (bandiera) | C     | Reinaldo Merlo             |
|    | Argentina (bandiera) | C     | Raúl Noguera               |
|    | Argentina (bandiera) | C     | Daniel Onega               |
|    | Argentina (bandiera) | C     | Jorge Recio                |
|    | Argentina (bandiera) | C     | Jorge Solari               |
|    | Argentina (bandiera) | A     | Norberto Alonso            |
|    | Argentina (bandiera) | A     | Aníbal Cibeyra             |
|    | Argentina (bandiera) | A     | Roberto Gutiérrez          |
|    | Argentina (bandiera) | A     | Víctor Marchetti           |
|    | Argentina (bandiera) | A     | Roberto Rinaldi            |
|    | Argentina (bandiera) | A     | Héctor Minitti             |
|    | Argentina (bandiera) | A     | Ricardo Montivero          |
|    | Argentina (bandiera) | A     | Oscar Más                  |
|    | Argentina (bandiera) | A     | Juan Carlos Trebucq        |

## Statistiche

### Statistiche di squadra
| Competizione               | Punti | Totale | Totale | Totale | Totale | Totale | Totale | DR  |
| Competizione               | Punti | G      | V      | N      | P      | Gf     | Gs     | DR  |
| -------------------------- | ----- | ------ | ------ | ------ | ------ | ------ | ------ | --- |
| Campionato - Metropolitano | 31    | 22     | 12     | 7      | 3      | 35     | 21     | +14 |
| Campionato - Nacional      | 27    | 17     | 11     | 5      | 1      | 34     | 11     | +23 |
| Totale                     | -     |        |        |        |        |        |        | -   |